# Tunnelhill, Pennsylvania
Tunnelhill là một thị trấn thuộc quận Blair, tiểu bang Pennsylvania, Hoa Kỳ. Năm 2010, dân số của thị trấn này là 118 người.